# Dimos Sfakia
Dimos Sfakia (Sfakia) är en kommun i Grekland.   Den ligger i prefekturen Nomós Chaniás och regionen Kreta, i den södra delen av landet, 300 km söder om huvudstaden Aten. Antalet invånare är 2 419.